# Guillem de Nassau-Siegen
Guillem de Nassau-Siegen (en alemany Wilhelm von Nassau-Siegen) va néixer el 13 d'agost de 1592 a Dillenburg (Alemanya) i va morir el 18 de juliol de 1642 a Orsoy. Era un noble alemany, el quart fill del comte Joan VII (1561-1623) i de Magdalena de Waldeck-Wildungen (1558-1599).
Va estudiar a Heidelberg i a Sedan, educat sempre en l'esperit de la reforma religiosa. Després de la mort del seu pare el 1623, i havent mort també el seu germà gran, el 1608, li va ser llegat el palau de Ginsburg, on va residir inicialment, i els llocs de Hilchenbach i Krombach, entre d'altres.
Com molts altres membres de la seva família es posà al servei de les tropes neerlandeses en contra dels Habsburg en el Guerra del Friul (1617), on va ocupar el rang de mariscal de camp. Va destacar especialment en les campanyes de 1629 i 1632 i es va convertir en governador de Heusden i de Sluis. En el setge d'Anvers, el 1638, va patir una severa derrota, on va perdre el seu fill Moritz, que només tenia 17 anys. A Gennep, el 1641 va patir una greu ferida a l'abdomen, a conseqüència de la qual morí un any després. Va ser enterrat a Heusden.

## Matrimoni i fills
El 17 de gener de 1619 es va casar a Siegen amb la comtessa Cristina d'Erbach
(1596-1646), filla de Jordi III d'Erbach (1548-1605) i de Maria de Barby-Mühlingen
(1563-1619). Fruit d'aquest matrimoni en nasqueren:
- Joan Guillem (1620-1623)
- Maurici (1621-1638).
- Maria Magdalena (1623-1647), casada amb Felip de Waldeck-Eisenberg (1614-1645).
- Ernesta Juliana (1624-1634)
- Elisabet Carlota (1626-1694), casada amb Jordi Frederic de Waldeck (1620−1692).
- Hollandine (1628-1629)
- Guillemina Cristina (1629-1700), casada amb Josies II de Waldeck-Wildungen (1636-1669).